# Projeção azimutal de Lambert
A projeção azimutal de Lambert é uma forma de mapear uma esfera para um disco. Ela representa a área de forma precisa em todas as regiões da esfera, mas não ângulos. Recebe o nome do matemático Johann Heinrich Lambert que a propôs em 1772.